# Premi Emmy 2001
La consegna dei Premi Emmy 2001 per il Primetime (53ª edizione) si è tenuta allo Shubert Theatre di  Los Angeles il 4 novembre 2001, invece del 16 settembre - a causa dell'attentato alle Torri Gemelle - e del 7 ottobre - a causa della Guerra al terrorismo, con conseguente inizio del conflitto in Afghanistan.
La cerimonia è stata presentata da Ellen DeGeneres e trasmessa dalla CBS.
I Creative Arts Emmy Awards sono stati consegnati l'8 settembre.

## Primetime Emmy Awards

### Migliore serie drammatica
- West Wing - Tutti gli uomini del Presidente
- E.R. - Medici in prima linea
- Law & Order - I due volti della giustizia
- The Practice - Professione avvocati
- I Soprano

### Migliore serie comica o commedia
- Sex and the City
- Frasier
- Malcolm in the Middle
- Tutti amano Raymond
- Will & Grace

### Migliore miniserie
- La storia di Anna Frank (Anne Frank: The Whole Story), regia di Robert Dornhelm
- Further Tales of the City, regia di Pierre Gang
- Hornblower, registi vari
- Judy Garland (Life with Judy Garland: Me and My Shadows), regia di Robert Allan Ackerman
- Il processo di Norimberga (Nuremberg), regia di Yves Simoneau

### Migliore film per la televisione
- La forza della mente (Wit), regia di Mike Nichols
- 61*, regia di Billy Crystal
- Arturo Sandoval Story (For Love or Country: The Arturo Sandoval Story), regia di Joseph Sargent
- Conspiracy - Soluzione finale (Conspiracy), regia di Frank Pierson
- Laughter on the 23rd Floor, regia di Richard Benjamin

### Migliore attore in una serie drammatica
- James Gandolfini (Tony Soprano) – I Soprano
- Andre Braugher (Ben Gideon) – Boston Hospital
- Dennis Franz (Andy Sipowicz) – New York Police Department
- Rob Lowe (Sam Seaborn) – West Wing - Tutti gli uomini del Presidente
- Martin Sheen (Josiah Bartlet) – West Wing - Tutti gli uomini del Presidente

### Migliore attore in una serie comica o commedia
- Eric McCormack (Will Truman) – Will & Grace
- Kelsey Grammer (Frasier Crane) – Frasier
- John Lithgow (Dick Solomon) – Una famiglia del terzo tipo
- Frankie Muniz (Malcolm Wilkerson) – Malcolm in the Middle
- Ray Romano (Raymond Barone) – Tutti amano Raymond

### Migliore attore in una miniserie o film per la televisione
- Kenneth Branagh (Reinhard Heydrich) – Conspiracy - Soluzione finale
- Andy García (Arturo Sandoval) – Arturo Sandoval Story
- Gregory Hines (nel ruolo di Bill "Bojangles" Robinson) – Bojangles, regia di Joseph Sargent
- Ben Kingsley (Otto Frank) – La storia di Anna Frank
- Barry Pepper (Roger Maris) – 61*

### Migliore attrice in una serie drammatica
- Edie Falco (Carmela Soprano) – I Soprano
- Lorraine Bracco (Jennifer Melfi) – I Soprano
- Amy Brenneman (Amy Gray) – Giudice Amy
- Marg Helgenberger (Catherine Willows) – CSI: Scena del crimine
- Sela Ward (Lily Sammler) – Ancora una volta

### Migliore attrice in una serie comica o commedia
- Patricia Heaton (Debra Barone) – Tutti amano Raymond
- Calista Flockhart (Ally McBeal) – Ally McBeal
- Jane Kaczmarek (Lois Wilkerson) – Malcolm in the Middle
- Debra Messing (Grace Adler) – Will & Grace
- Sarah Jessica Parker (Carrie Bradshaw) – Sex and the City

### Migliore attrice in una miniserie o film per la televisione
- Judy Davis (Judy Garland) – Judy Garland
- Judi Dench (Elizabeth) – The Last of the Blonde Bombshells, regia di Gillies MacKinnon
- Hannah Gordon (Anne Frank) – La storia di Anna Frank
- Holly Hunter (Billie Jean King) – When Billie Beat Bobby, regia di Jane Anderson
- Emma Thompson (Vivian Bearing) – La forza della mente

### Migliore attore non protagonista in una serie drammatica
- Bradley Whitford (Josh Lyman) – West Wing - Tutti gli uomini del Presidente
- Dominic Chianese (Corrado Junior Soprano) – I Soprano
- Michael Imperioli (Christopher Moltisanti) – I Soprano
- Richard Schiff (Toby Ziegler) – West Wing - Tutti gli uomini del Presidente
- John Spencer (Leo McGarry) – West Wing - Tutti gli uomini del Presidente

### Migliore attore non protagonista in una serie comica o commedia
- Peter MacNicol (John Cage) – Ally McBeal
- Peter Boyle (Frank Barone) – Tutti amano Raymond
- Robert Downey Jr. (Larry Paul) – Ally McBeal
- Sean Hayes (Jack McFarland) – Will & Grace
- David Hyde Pierce (Niles Crane) – Frasier

### Migliore attore non protagonista in una miniserie o film per la televisione
- Brian Cox (Hermann Göring) – Il processo di Norimberga
- Alan Alda (Willie Walters) – Club Land, regia di Saul Rubinek
- Colin Firth (Wilhelm Stuckart) – Conspiracy - Soluzione finale
- Victor Garber (Sid Luft) – Judy Garland
- Ian Holm (Patrick) – The Last of the Blonde Bombshells
- Stanley Tucci (Adolf Eichmann) – Conspiracy - Soluzione finale

### Migliore attrice non protagonista in una serie drammatica
- Allison Janney (C.J. Cregg) – West Wing - Tutti gli uomini del Presidente
- Stockard Channing (Abigail Bartlet) – West Wing - Tutti gli uomini del Presidente
- Tyne Daly (Maxine Gray) – Giudice Amy
- Maura Tierney (Abby Lockhart) – E.R. - Medici in prima linea
- Aida Turturro (Janice Soprano) – I Soprano

### Migliore attrice non protagonista in una serie comica o commedia
- Doris Roberts (Marie Barone) – Tutti amano Raymond
- Jennifer Aniston (Rachel Green) – Friends
- Kim Cattrall (Samantha Jones) – Sex and the City
- Lisa Kudrow (Phoebe Buffay) – Friends
- Megan Mullally (Karen Walker) – Will & Grace

### Migliore attrice non protagonista in una miniserie o film per la televisione
- Tammy Blanchard (Judy Garland da giovane) – Judy Garland
- Anne Bancroft (Mama Gruber) – Haven - Il rifugio (Haven)
- Brenda Blethyn (Auguste Van Pels) – La storia di Anna Frank
- Holly Hunter (Rebecca) – Le cose che so di lei (Things You Can Tell Just by Looking at Her)
- Audra McDonald (Susie Monahan) – La forza della mente

### Migliore regia per una serie drammatica
- West Wing - Tutti gli uomini del Presidente – Thomas Schlamme
- E.R. - Medici in prima linea – Jonathan Kaplan
- I Soprano – Steve Buscemi
- I Soprano – Allen Coulter
- I Soprano – Tim Van Patten
- West Wing - Tutti gli uomini del Presidente – Laura Innes

### Migliore regia per una serie comica o commedia
- Malcolm in the Middle – Todd Holland
- Ed – James Frawley
- Malcolm in the Middle – Jeff Melman
- Sex and the City – Charles McDougal
- Will & Grace – James Burrows

### Migliore regia per una miniserie o film per la televisione
- La forza della mente – Mike Nichols
- 61* – Billy Crystal
- Conspiracy - Soluzione finale – Frank Pierson
- Judy Garland – Robert Allan Ackerman
- La storia di Anna Frank – Robert Dornhelm

### Migliore sceneggiatura per una serie drammatica
- I Soprano – Mitchell Burgess e Robin Green
- I Soprano – David Chase e Frank Renzulli
- I Soprano – Lawrence Konner
- I Soprano – Tim Patten e Terence Winter
- West Wing - Tutti gli uomini del Presidente – Aaron Sorkin

### Migliore sceneggiatura per una serie comica o commedia
- Malcolm in the Middle – Alex Reid
- Ed – John Beckerman e Rob Burnett
- Freaks and Geeks – Paul Feig
- Sex and the City – Michael King
- Will & Grace – Jeff Greenstein

### Migliore sceneggiatura per una miniserie o film per la televisione
- Conspiracy - Soluzione finale – Loring Mandel
- 61* – Hank Steinberg
- La forza della mente – Mike Nichols e Emma Thompson
- Judy Garland – Robert Freedman
- La storia di Anna Frank – Kirk Ellis

## Creative Arts Emmy Awards

### Migliore serie animata della durata massima di un'ora
- I Simpson per l'episodio HOMR
- Futurama per l'episodio Amazzoni in amore
- As Told by Ginger per l'episodio Hello Stranger
- King of the Hill per l'episodio Chasing Bobby
- Le Superchicche per l'episodio Moral Decay / Meet the Beat Alls

### Migliore attore ospite in una serie drammatica
- Michael Emerson (William Hinks) – The Practice - Professione avvocati
- René Auberjonois (Giudice Mantz) – The Practice - Professione avvocati
- James Cromwell (Lionel Stewart) – E.R. - Medici in prima linea
- Patrick Dempsey (Aaron Brooks) – Ancora una volta
- Oliver Platt (Oliver Babish) – West Wing - Tutti gli uomini del Presidente

### Migliore attore ospite in una serie comica o commedia
- Derek Jacobi (Jackson Riley) – Frasier
- Victor Garber (Ferguson) – Frasier
- Robert Loggia (Nonno Victor) – Malcolm in the Middle
- Gary Oldman (Richard Crosby) – Friends
- Michael York (Colin Rhome) – The Lot

### Migliore attrice ospite in una serie drammatica
- Sally Field (Maggie Wyczenski) – E.R. - Medici in prima linea
- Kathy Baker (Mrs. Peters) – Boston Public
- Dana Delany (Mary Sullivan) – In tribunale con Lynn
- Annabella Sciorra (Gloria Trillo) – I Soprano
- Jean Smart (Sherry Regan) – The District

### Migliore attrice ospite in una serie comica o commedia
- Jean Smart (Lana Gardner) – Frasier
- Jami Gertz (Kimmy Bishp) – Ally McBeal
- Cloris Leachman (Ida) – Malcolm in the Middle
- Bernadette Peters (Cassandra Lewis) – Ally McBeal
- Susan Sarandon (Cecilia Monroe) – Friends